# Nemezis (csillag)

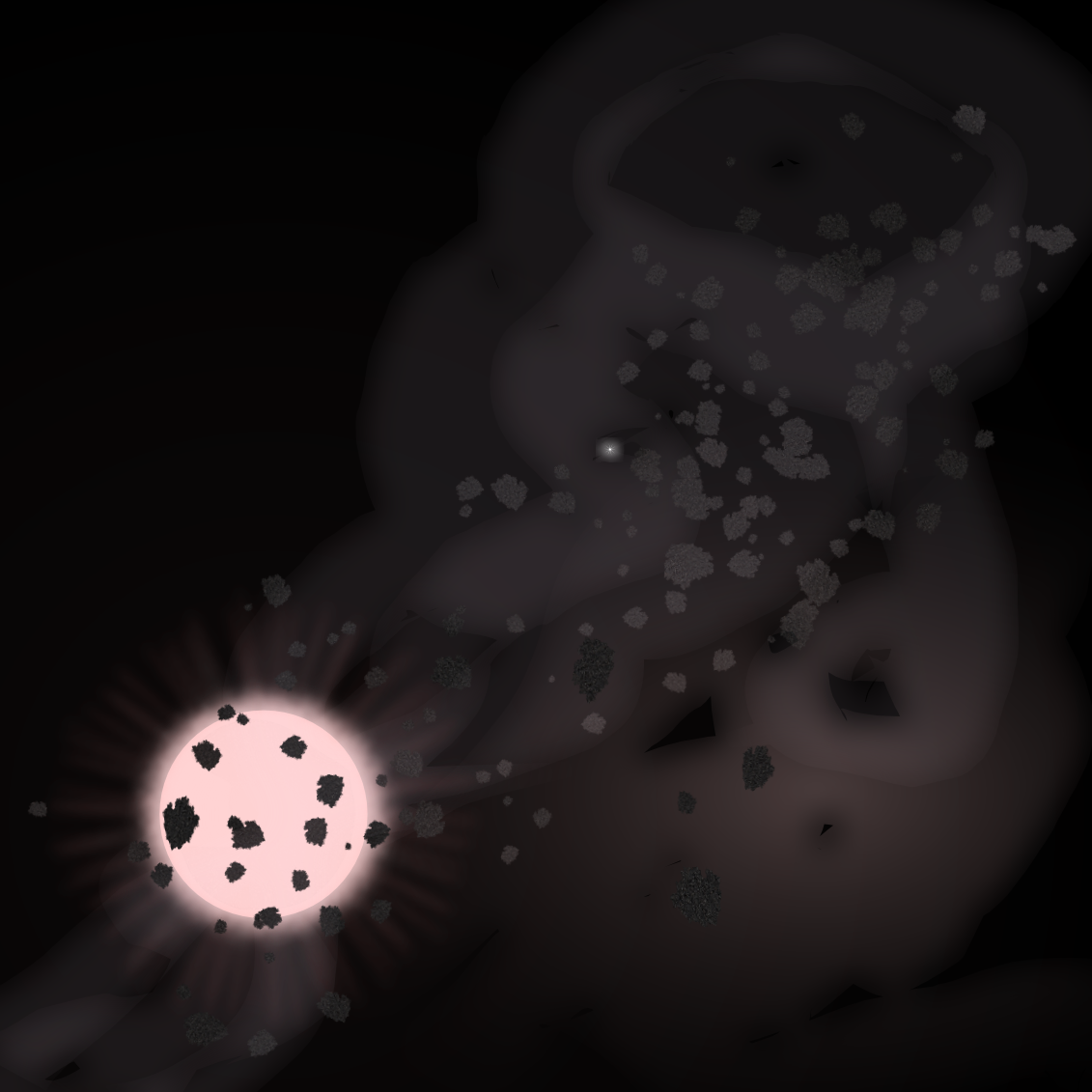
A Nemezis, mint vörös törpe ábrázolása, a Naprendszer külsejének törmelékfelhőjében keringve

A Nemezis feltételezett csillag, vörös, vagy barna törpe, mely a feltételezések szerint a Nap körül kering, mintegy 50 000–100 000 Csillagászati egységre (1-2 fényévre), az Oort-felhőn kívül.
A csillaggal kapcsolatos hipotéziseket a földtörténeti múlt kihalási eseményinek mintegy 26 millió éves feltételezett ciklusa inspirálta, amely magyarázható lenne azzal, ha egy csillag ennyi időnként közelebb kerülne a Naphoz. Ilyenkor az Oort-felhőn áthaladva az abban keringő nagyszámú égitest pályáját megváltoztatná, így azok egy része a Naprendszer belső vidékeire jutna és a Földbe csapódva ez időről időre kataklizmát okozna és tömeges kihalást. Azonban újabb kutatások a becsapódási kráterek pontosabb katalógusa alapján (190 ismert krátert vizsgálva) kimutatták, hogy az utolsó 500 millió évben (amikor az összetett létforma megjelent a Földön) ilyen ciklikusság – ami összefüggésbe hozható lenne a kihalásokkal – nem mutatható ki az adatokból, illetve a feltételezett ciklikusságot az adatok cáfolják.
Amennyiben a Nemezis létezne, a WISE űrtávcső ki tudta volna mutatni annak infravörös sugárzása alapján. A Nemezis létezését a WISE képeinek elemzésére támaszkodva már 2014-ben megcáfolták.